# Cenise
La Cenise, en italien Cenischia, est un torrent affluent du Pô par la Doire Ripaire et s'écoulant dans la Savoie en France et dans la province de Turin en Italie.

## Étymologie
La Cenise est mentionnée dès 739, dans les Cartulaires de l'église Cathédrale de Grenoble dits Cartulaires de Saint-Hugues sous la forme Ultra Cinisca, puis Alvus Ciniscle fluminis (1039), Juxta rivum Sciniscle (1117), Ceniscla (1209) ou encore Cinicle (1725).
L'étymologie du mort Ciniscla dérive de Ciniscula, un diminutif de Cinis/Cenis. 

## Géographie
Le torrent prend sa source en France, au sud-est du col du Mont-Cenis, sur le plateau du lac du Mont-Cenis retenu par le barrage éponyme, dans le haut du val Cenise. L'eau du barrage se déversant vers le sud-est, la Cenise s'écoule en contrebas du barrage sur la plaine Saint-Nicolas et continue sa course en Italie jusqu'à sa confluence avec la Doire Ripaire à Suse.
La Cenise s'écoule sur une distance de 14,8 km, pour un bassin versant de 147,4 km2. Son débit a pour sa part été mesuré à 3,02 m3/s.

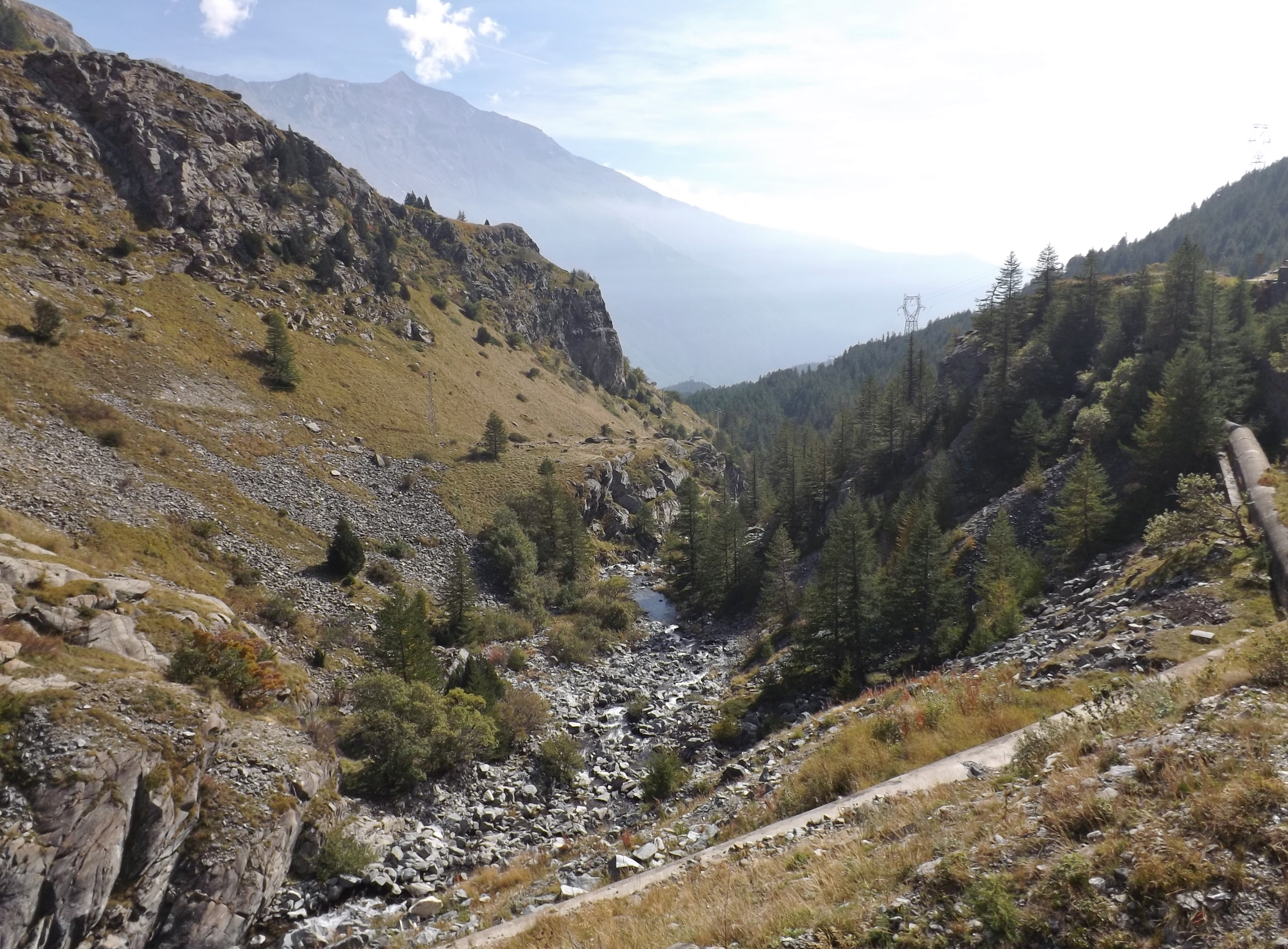
Le torrent à la frontière entre la France et l'Italie.